# Encheiridium ruschii
Encheiridium ruschii is een hooiwagen uit de familie Gonyleptidae.